# CD-MO
CD-MO (CD-Magneto-Optical) е вид компактдиск, който позволява многократен презапис на данни с помощта на специално конструирано за този тип дискове устройство. Този формат е създаден през 1988 г. Техническата му спецификация е описана в стандарта Orange Book Part I.

## Структура на диска
За разлика от другите записваеми дискове (CD-R, CD-RW) CD-MO позволява презапис и четене на данни до над един милион пъти, без съществена промяна на качеството на диска. За тази цел се използват както оптични така и магнитни средства. Записващия слой се състои от сплави на редкоземни елементи и метали от групата на желязото. Тази сплав трябва да има определени феромагнитни свойства – висока коерцитивна сила и ниска точка на Кюри. Най-общо казано, точка на Кюри е температурата, над която даденото вещество губи магнитните си свойства. Популярен материал за CD-MO са сплавите тербий, желязо, кобалт (TbFeCo), гадолиний, желязо, кобалт (GdFeCo) и т.п. При подбора на сплавта – състав и процентно съдържание, се постигат качества, различни и недостъпни за изходните елементи.

## Принципи на четене и запис
Записващо-четящата глава на устройството съдържа обектив, който фокусира лазерен лъч в петно с малки размери и намотка, която създава неголямо по интензитет магнитно поле. Записът представлява инвертиране полярността на магнитното поле в състояние ‘0’ или ‘1’ чрез комбинираното въздействие на лазерното лъчение и магнитното поле на бобината. По този начин се създават битовете носещи информация за четящата глава, подобно на питовете при другите методи за запис на CD.
Магнитното поле на бобината само по себе си не може да промени поляритета на магнитния записващ слой, затова мястото първо се загрява от фокусирания върху него лазерен лъч до температура превишаваща точката на Кюри, където коерцитивната сила на магнитния материал значително пада и става възможно слабото поле на бобината да инвертира (преобърне) полярността на намагнитване на материала.
При четене на записаната информация се използва факта, че отразеният от магнитния слой, или преминаващия през слоя линейно поляризиран лазерен лъч променя своята равнина на поляризация вследствие взаимодействието си с магнитното поле на поредицата от питове върху диска. Промяната в състоянието на поляризация на светлинния сигнал формира сигнала за четене. В общия случай този сигнал е доста слаб. За увеличаване на ъгъла на завъртане на равнината на поляризация се използват интерференчни ефекти в тънки слоеве.

## Някои „За“ и „Против“
Този вид дискове комбинират някои предимства на оптичния и магнитен запис: висока плътност на записаната информация, безконтактно четене и по-висока стабилност на записа във времето сравнено с други магнитни и оптични носители и не на последно място – възможност за многократен презапис. Недостатъци: устройството за запис е доста по-сложно, скоростите на запис са ниски: 1х-2х, както и това, че тези дискове не се четат от никое стандартно CD устройство.
Съществуват и други формати използващи магнито-оптичен принцип на четене и запис, от които си заслужава да споменем най-вече MiniDisc на Sony, но по-общо погледнато всички те не са добили популярността на обикновения CD или CD-R диск.